# Andrea López (zapaśniczka)
Andrea Montserrat López Martínez  (ur. 20 listopada 2001) – meksykańska zapaśniczka walcząca w stylu wolnym. Srebrna medalistka mistrzostw panamerykańskich w 2024. 
Zajęła piąte miejsce na igrzyskach młodzieży w 2018. Wicemistrzyni panamerykańska U-23 w 2024. Druga na mistrzostwach panamerykańskich kadetów w 2017 i trzecia w 2018 roku.